# Robert Cedric Sherriff
Robert Cedric Sherriff, né le 6 juin 1896 à Kingston upon Thames et mort le 13 novembre 1975  dans la même ville, est un écrivain et scénariste anglais. Son œuvre la plus marquante est Journey's End, basée sur sa vie de capitaine pendant la Première Guerre mondiale.

## Œuvres

### Scénarios
- 1933 : L'Homme invisible (The Invisible Man)
- 1933 : Au revoir Mr. Chips (Goodbye, Mr. Chips)
- 1934 : One More River
- 1937 : The Road Back
- 1939 : Les Quatre Plumes blanches (The Four Feathers)
- 1941 : Lady Hamilton
- 1942 : Âmes rebelles (This Above All)
- 1942 : Le Cargo des innocents (Stand By for Action)
- 1945 : Huit Heures de sursis (Odd Man Out)
- 1948 : Quartet
- 1951 : Le Voyage fantastique
- 1955 : Les Briseurs de barrages (The Dam Busters)
- 1955 : The Night My Number Came Up
- 1955 : Cards With Uncle Tom (TV)
- 1963 : The Ogburn Story (TV)

### Romans
- 1929 : Journey's End
- 1934 : St Helena
- 1939 : Le Manuscrit Hopkins

## Théâtre
- 1929 : Le Grand Voyage de Robert Cedric Sherriff, Théâtre Edouard VII
- 1947 : Le Grand Voyage de Robert Cedric Sherriff, mise en scène André Clavé, Centre dramatique de l'Est Colmar
- 1959 : De sept heures à sept heures de Guillaume Hanoteau et Philippe Georges d'après Robert Cedric Sherriff, mise en scène Max Mégy, Théâtre des Arts
- 2023 : La fin du voyage, trad. Catherine Romensky et Jean-Joël Huber, Éditions du Brigadier, 2023